# آخرین روزهای جنایت در آمریکا
آخرین روزهای جنایت در آمریکا (به انگلیسی: The Last Days of American Crime) یک فیلم اکشن و دلهره‌آور آمریکایی محصول سال ۲۰۲۰ به کارگردانی الیویر مگاتن بر اساس فیلمنامه‌ای نوشته کارل گایدوسک است که بر اساس رمان گرافیکی به همین نام اثر ریک ریمندر و گرگ توچینی در سال ۲۰۰۹ ساخته شده است. بازیگرانی چون ادگار رامیرس، آنا بروستر، مایکل پیت، پاتریک برگین و شارلتو کوپلی در این فیلم به ایفای نقش پرداخته‌اند. منتقدان این فیلم را به دلیل محتوای خشونت آمیز و به تصویر کشیدن خشونت پلیس، تأسف بار به دلیل همزمانی با اعتراض‌ها به قتل جورج فلوید متذکر شدند، و از اکتبر ۲۰۲۱ دارای امتیاز صفر در راتن تومیتوز است.

## داستان
داستان فیلم در ۲۰۲۴ رخ می‌دهد. در این زمان دولت برای جلوگیری از جرم و جنایت درصدد راه‌اندازی سامانه‌ای است که با فرستادن امواجی مغزی جلو بزه‌کاران را بگیرد. این اقدام باعث اعتراضات عمومی و کوشش مردم برای مهاجرت به کانادا شده‌است. در این میان، بریک، یک خلافکار که به تازگی برادرش در زندان به خاطر سوء رفتار پلیس کشته شده با چند تن همدست می‌شود تا در آخرین ساعات قبل از راه‌اندازی سامانه مبلغ یک میلیارد دلار را سرقت کرده و به کانادا بگریزند.

## تولید
فیلمبرداری اصلی فیلم در ۶ نوامبر ۲۰۱۸ آغاز شد. فیلمبرداری در کیپ‌تاون و ژوهانسبورگ در آفریقای جنوبی انجام شد.